# Єжи Козіцький
Єжи Мар'ян Козіцький (Єжи Дунін-Козіцький) (пол. Jerzy Marian Kozicki (Jerzy Dunin-Kozicki); нар. 24 січня 1890, Тернопіль — пом. 10 січня 1952, Краків) — польський інженер-нафтовик, підприємець, громадський діяч, політик, депутат Сейму четвертого скликання (1935-1938) часів Другої Речі Посполитої.

## Життєпис
Був сином доктора права і судді з Бережан Володимира Дуніна-Козіцького та Марії Соханік. Згодом його батько одружився вдруге з Геленою Гостковською — дочкою залізничного інженера, професора і ректора Львівської Політехніки Романа Гостковського. 
Закінчив гімназію в Коломиї, після чого вивчав хімію в Цюрихському університеті та машинобудування в Цюрихському політехнічному інституті, де в 1913 році здобув диплом інженера. 1915 року в Грацькому університеті отримав ступінь доктора з органічної хімії.
У 1913–1917 роках завідував лабораторією і був головним механіком Державного заводу нафтопродуктів (пол. Państwowa Fabryka Olejów Mineralnych) у Дрогобичі (згодом відомого як «Польмін»), у проміжку з 1917 по 1919 рік працював технічним директором нафтопереробного заводу в Глініку-Маріампольському, а в 1919-1923 роках — головним директором «Польмін». На цій посаді провів модернізацію виробничих ліній, проклав трубопроводи з Дашави до Дрогобича і Борислава, вів будівництво житлових комплексів і дит'ясел. У 1926-1933 роках працював директором дрогобицького нафтопереробного заводу «Нафта», а потім — директором з питань нафтопереробки нафтового концерну «Малопольща». 
У 1923-1924 роках займав посаду доцента кафедри нафтових технологій та газовидобутку Львівської Політехніки, якою завідував проф. Станіслав Пілат. У період 1923-1926 років як доцент тієї ж кафедри їздив у відрядження в Угорщину на правах експерта. 
Був автором і співавтором багатьох патентів у ділянці нафтопереробки. На основі одного з них у місті Єдличі споруджено першу в Польщі установку з деасфальтизації і депарафінізації залишків перегонки з допомогою пропану.  
Обіймав багато галузевих і громадських посад, був, зокрема: членом правління Національного нафтового товариства, Союзу виробників і переробників нафтопродуктів, АТ «Піонер», Карпатського інституту геології і нафти, «Польського нафтового експорту». Був радником Львівської торгово-промислової палати, заступником директора Львівського аероклубу і членом правління Малопольського автомобільного клубу. У 1927-1933 роках був членом Дрогобицької міської ради. Був почесним членом спортивного клубу «LKS Pogoń Lwów».
У юності був прибічником ПСП, пізніше пов'язався із «санаційним табором». Був членом Стрілецького союзу.
На парламентських виборах 1935 року обраний до польського сейму четвертого скликання (1935-1938) 39 992 голосами від виборчого округу №75, що охоплював Дрогобицький і Рудківський повіти. У сеймі цього скликання працював у комітетах: бюджетному (1937 року був його членом, потім — заступником члена), праці, промислово-торговельному і здоров'я (1936). 
Під час Другої світової війни жив у Кракові, де був представником варшавських приватних фірм і допомагав дружині тримати кондитерську крамницю «Телімена». Після війни, в 1945 році, став начальником бюро досліджень та проектів Центрального правління промисловості рідких видів палива, в 1945-1947 роках працював директором Об'єднання промисловості синтетичних видів палива, а в 1947-1949 роках — експертом у Центральному правлінні нафтової промисловості та Варшавському інвестиційному банку. Потім працював експертом з нафтопереробної галузі та інвестицій хімічної промисловості.

## Особисте життя
26 вересня 1926 року взяв шлюб із Софією Кірхмаєр (1907-1978), від якої в нього була дочка Марія, в шлюбі — Заленська. Софія Кірхмаєр-Козіцька після смерті чоловіка вступила в шлюб удруге (18 лютого 1964 у Варшаві) з Антонієм Красицьким (1904-1986) — сином зем'янина і депутата Сейму Августа Красицького. 
Дідом (батьком матері) Софії Кірхмаєр був польський педагог, директор Краківської жіночої школи ім. св. Схоластики Антоній Гетліх (1842–1915).